# 걸 하우스
《걸 하우스》(영어: Girl house, 기존 제목은 영어: Girlhouse)는 2014년 공개된 캐나다의 슬래셔 영화이다.

## 출연진
- 앨리 코브린
- 슬레인
- 채스티 바예스테로스
- 엘리시아 로타루
- 캐머런 비컨도바

## 시청 등급
- 대한민국: 19
- 영국: 18